# 2PU
2PU (скорочення від 2 Public Use або To Public Use — в перекладі з англійської для публічного використання) — польський реп-метал-гурт з міста Зелена Гура. Утворена 2001 року солісткою Ізабель "Iza" Мідейсо та гітаристом Ясеком "Jaca" Бржуем. Дебютний демо-міні-альбом Find Another Way вийшов 2002 року. 2005 року виходить перший студійний альбом 2PU під назвою 2 Public Use. Міні-альбом 2008 року Your Fault був дубльований на польською під назвою Twoja Wina (в перекладі з польської Твоя Вина). 

## Склад групи
- Ізабела "Iza" Мідейсо (Izabela Miedejszo) — вокал
- Яцек "Jaca" Бржуй (Jacek Brzuz) — соло-гітара
- Марек "Wicek" Вісковський (Marek Wiskowski) — бас-гітара
- Андрій Пивовар (Andrzej Piwowar) — ударні

## Дискографія

### Студійні альбоми
- 2005: 2 Public Use

### Міні-альбоми
- 2002: Find Another Way...
- 2003: Banana Core
- 2004: Banana Core vol.2
- 2004: Nun!
- 2008: Twoja Wina  (польська версія)
- 2008: Your Fault  (англійська версія)